# 하중배수
하중배수는 항공기 날개에 걸리는 실제 하중의 크기를 기본하중(비행기 중량)으로 나눈 수치이다. 선회를 하는 경우 경사(bank)에 따라 날개에 가해지는 힘은 지속적으로 증가하게 되는데 경사 60도인 경우 벡터 계산에 의해 {\displaystyle \left({\frac {1}{\cos 60^{\circ }}}=2\right)}배 정도가 증가하게 된다.  하중배수는 항공기 구조에 영향을 미칠 수 있기 때문에 비행 시 주의가 필요하다.

## 같이 보기
- 하중계수